# Guernsey (California)
Guernsey è una comunità non incorporata degli Stati Uniti d'America situata nella Contea di Kings, nello Stato della California. Si trova sulla BNSF Railway a una distanza di circa 14 km a nord-nordovest di Corcoran.
A Guernsey è stato attivo un ufficio postale dal 1898 al 1918.
Il nome deriva da quello del proprietario terriero James Guernsey.